# 有馬孝純
有馬 孝純（ありま たかすみ）は、越前丸岡藩の第3代藩主。晴信系有馬家6代。
享保2年（1718年）12月24日、第2代藩主・有馬一準の長男として丸岡城で生まれる。初名は純長であったが、享保18年（1733年）4月1日、父の隠居により家督を継いで藩主になると、孝純と改めた。父と同じく、藩財政再建のために家臣団の知行借上げ、禄高の削減を行い、享保20年（1735年）には竹田山銅山開発に着手したが失敗した。
宝暦7年（1757年）2月8日、父に先立って丸岡城で死去した。享年41。跡を八男の允純が継いだ。

## 系譜
父母
- 有馬一準（父）
- 山本しな子、耀樹院 ー 山本氏、側室（母）

正室
- 瑞応院 ー 稲葉正知の娘

側室
- キセ
- 田中菊子、霊照院 ー 田中氏
- 上杉八重、信相院 ー 上杉氏

子女
- 有馬純養
- 本多忠可（次男）
- 有馬純弁
- 有馬純峯
- 有馬純如
- 宇蔵
- 蔵人
- 有馬允純（八男）生母は瑞応院（正室）
- 有馬喜次郎
- 弥芦原弘純
- 皆吉純許
- 有馬純貴
- 近藤政明正室
- 娘
- 娘